# Ізотов Максим Никифорович
Макси́м Ники́форович Ізо́тов (1885 , Бердянськ, Бердянський повіт, Таврійська губернія, Російська імперія  — невідомо ) — український державний діяч. Депутат Верховної Ради УРСР 1-го скликання (1938–1947).

## Біографія
Народився 1885 року в багатодітній родині робітника в місті Бердянську, тепер Запорізька область, Україна. З 15 років працював на заводі Джона Ґріевза (нині — ПрАТ «Бердянські жатки») учнем ливарника, з 1903 гору — ливарником. 
У липні 1919 року від час наступу білогвардійців переїхав у Нікополь, того ж року разом з червоною владою повернувся в Бердянськ, до 1938 року працював формівником у ливарному цеху колишнього заводу Джона Ґріевза, перейменованого радянською владою на завод імені 1-го Травня. 
26 червня 1938 року обраний депутатом Верховної Ради УРСР 1-го скликання по Бердянській виборчій окрузі № 224 Дніпропетровської області.
Член ВКП(б) з 1939 року.
Під час німецько-радянської війни у 1941–1944 роках — в евакуації з заводом в місті Фрунзе (тепер — Бішкек). Після повернення з евакуації у лютому — листопаді 1944 року — директор дитячого будинку № 1 міста Осипенко (Бердянська), з листопада 1944 — контрольний майстер ливарного цеху заводу імені 1-го Травня.